# Gheorghe Alexici
Gheorghe Alexici (în maghiară György Alexics) (n. 14 septembrie 1864, Arad, Imperiul Austriac – d. 7 februarie 1936, Budapesta, Regatul Ungariei) a fost un folclorist român, doctor în literatură, profesor universitar la Budapesta, Szolnok și Kassa între anii 1888-1890 și la Școala de limbi orientale din Budapesta, între anii 1891-1897. Familia sa era originară din Straja, Banatul de Sud.

## Activitatea
În timp ce cerceta colecția de manuscrise a bibliotecii fostului Gimnaziu Calvin din Cluj, Gheorghe Alexici a descoperit și studiat „Codicele Petrovay” (Codicele de Petrova), redactat în anul 1672.

## Lucrări
- Elemente maghiare în limba română („Magyar elemek az oláh nyelvben”, 1888, teza de doctorat)
- Gramatica limbii române pentru maghiari (1892)
- Dicționar portativ maghiar-român și român-maghiar (1905)
- Geschichte der rumänischen Litteratur, Leipzig, (1906) Online
- Răsunetul timpurilor - cercetări asupra obârșiei limbii române (1896)
- Texte din literatura poporană română. Tomul I – Poesia Tradițională, Ed. Autorului, Budapesta, 1899, 294 p.; Tomul II (inedit), Publicat cu un studiu introductiv, note și glosar de Ion Mușlea, Ed. Academiei, București, 1966, 236 p.